# Apheliona supaniae
Apheliona supaniae är en insektsart som beskrevs av Irena Dworakowska 1994. Apheliona supaniae ingår i släktet Apheliona och familjen dvärgstritar.
Artens utbredningsområde är Thailand. Inga underarter finns listade i Catalogue of Life.